# 킴릭

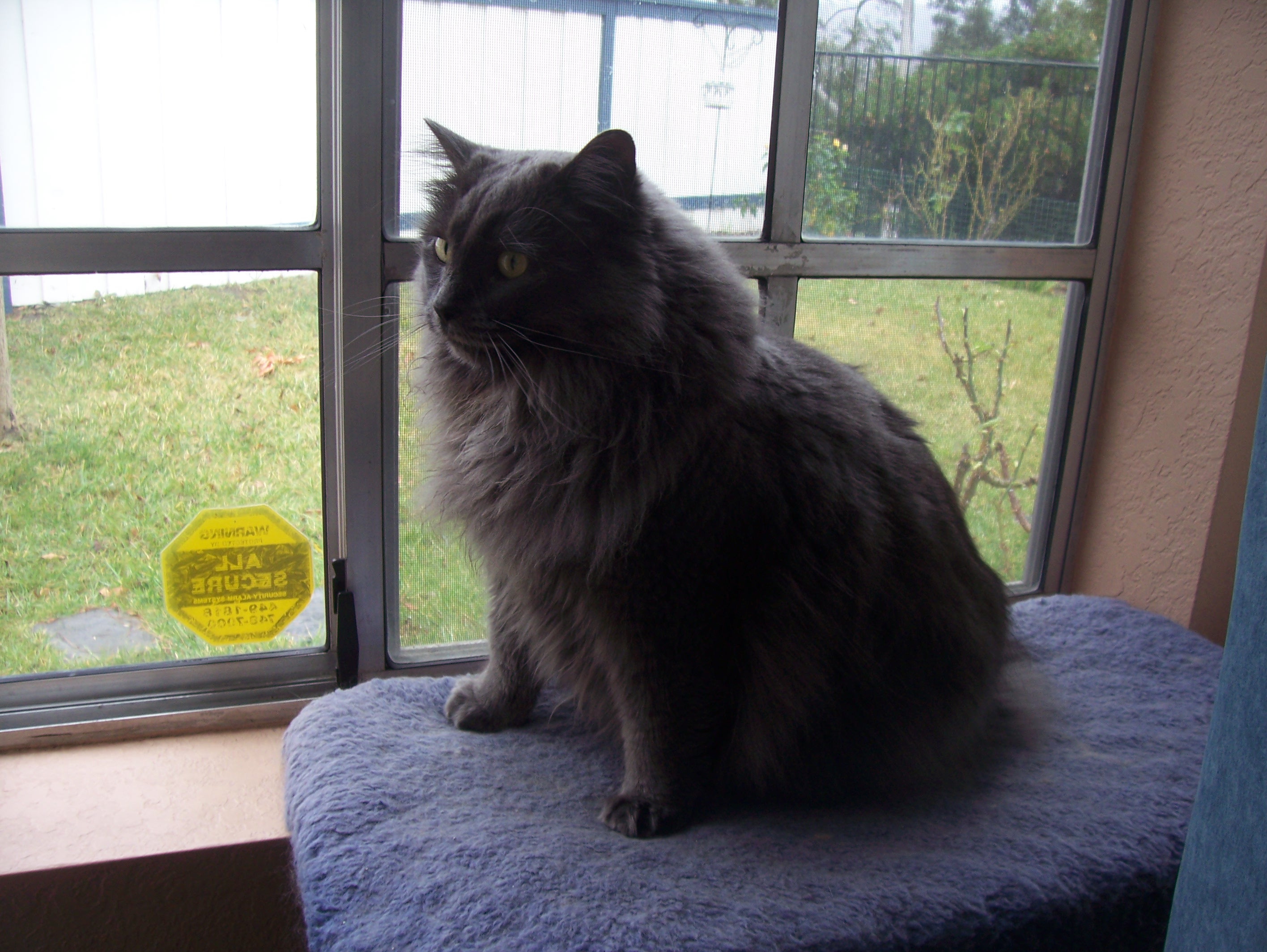
큰 암컷 킴릭

킴릭(Cymric)은 집고양이의 품종이다. 일부 고양이 등록 기관에서는 킴릭을 별도의 품종이 아니라 단순히 반장모 품종인 맹크스 품종으로 간주한다. 털 길이를 제외하고 다른 모든 면에서 두 품종은 동일하며 어떤 종류의 새끼 고양이든 같은 배에 나타날 수 있다. 이 때문에 맹크스 롱헤어 또는 이와 유사한 이름으로 불리기도 한다. 킴릭이라는 이름은 토착 웨일스 이름인 "Cymru"에서 유래했지만 이 품종은 웨일즈와 관련이 없다. 이 품종의 맹크스 혈통은 맨 섬에서 유래했지만 캐나다는 장모 변종을 개발했다고 주장한다.

## 역사
맨 섬의 기록에 따르면 킴릭의 꼬리가 없는 특성은 섬의 고양이 개체군 사이에서 돌연변이로 시작되었다. 섬의 폐쇄된 환경을 감안할 때 고양이의 꼬리 없음을 결정하는 지배적인 유전자는 장모 유전자와 함께 한 세대에서 다음 세대로 쉽게 전달되었다. 장모 고양이는 맨 섬의 맹크스 고양이에게서 태어났지만 항상 브리더들에 의해 "돌연변이"로 버려졌다. 그러다가 1960년대에 비슷한 새끼 고양이들이 캐나다에서 태어나 의도적으로 사육되었다. 이것이 킴릭의 인기 상승의 시작이었다. 킴릭이 고양이 협회에서 고유한 품종으로 인식되기까지는 오랜 시간이 걸렸다. 맹크스는 1920년대에 인정되었지만 킴릭은 1960년대에 이르러서야 인정되었으며 1970년대 중반까지 인기를 얻기 시작했다.
국제 고양이 연맹(FIFe), 세계 고양이 연맹(WCF), 미국 고양이 애호가 협회(AACE), 캐나다 고양이 협회(CCA-AFC), 호주 고양이 연맹(ACF), 뉴질랜드 고양이 팬시(NZCF), 남아프리카 고양이 위원회(SACC), 서부 미국 고양이 애호가 협회(ACFA) 및 북부 고양이 애호가 연맹(CFF)은 킴릭을 별도의 품종으로 간주한다. 중국 고양이 애호가 협회(CAA)도 ACFA의 모든 품종 표준을 채택했기 때문에 인정한다.
국제 고양이 협회(TICA)는 킴릭을 그 이름으로 인정하지만 자체 표준이 있는 별도의 품종이 아니라 맹크스의 변종으로 인정한다. 또한 단순히 맹크스 품종 표준에 포함되어 있으며, 미국에 기반을 둔 CFA, CCCA 및 영국의 GCCF는 이 품종을 킴릭이 아닌 맹크스 롱헤어로 인정한다. ACF는 이전에 맹크스 롱헤어라고 불렀지만 2015년 초에 GCCF 맹크스 표준을 사용하여 별도의 품종인 킴릭으로 인식했다.

## 외형
킴릭은 튼튼한 뼈 구조를 가진 근육질의 소형 중대형 고양이로 무게가 7~13파운드이다. 몸통은 굉장히 둥글다. 크고 동그란 눈을 가지고 있으며 넓은 귀를 갖는다. 맹크스와 달리 털은 중간 길이로 촘촘하여 더 둥글게 보인다. 색은 맹크스와 동일하다.
킴릭은 4가지 다른 꼬리 유형이 있다. "럼피"는 고양이 쇼 목적으로 가장 가치가 있으며 일부 조직에서는 유일한 쇼 고양이 유형이다. 꼬리 없이 태어난 고양이이다. 다음으로, "럼피 라이저"가 있다. 이 고양이는 척추에 연결된 1~3개의 척추로 구성된 짧은 꼬리를 가지고 있다. "스텀피즈"는 짧은 꼬리를 가지고 있으며 정상 꼬리 길이의 최대 약 1/3이다. 마지막으로, "롱기" 또는 "완전 꼬리"는 꼬리가 일반 고양이만큼 길거나 거의 같다. 주어진 새끼에 어떤 꼬리 유형이 나타날지 예측하는 것은 불가능하다.

## 건강
킴릭과 맹크스에게 특이한 꼬리를 주는 유전자도 치명적일 수 있다. 꼬리 없는 유전자의 두 복사본을 물려받은 새끼 고양이는 태어나기 전에 죽고 자궁에서 재흡수된다. 이 새끼 고양이는 전체 새끼 고양이의 약 25%를 차지하기 때문에 새끼 고양이는 일반적으로 적다.  이 유전 질환으로 척추갈림증, 척추의 틈, 융합된 척추, 장 또는 방광 기능 장애를 유발할 수 있다. 또한 킴릭은 척추 기형으로 인해 토끼와 같은 모습을 띠는 경우도 종종 있다.
척추가 짧은 모든 킴릭에 문제나 맹크스 증후군이 있는 것은 아니다. 그것은 단순히 맹크스 유전자의 속성이며 그 발현을 완전히 막을 수는 없다. 일반적으로 생후 6개월 이내에 명백해진다.
유전자 연구에 따라 ACF와 GCCF는 동물 복지를 위해 맹크스와 킴릭에 특별한 번식 제한을 부과한다.